# Celastrina sonchus
Celastrina sonchus är en fjärilsart som beskrevs av Druce 1896. Celastrina sonchus ingår i släktet Celastrina och familjen juvelvingar. Inga underarter finns listade i Catalogue of Life.